# Calliteara baibarana
Calliteara baibarana este o molie din familia Erebidae. Se găsește în Taiwan.

## Legături externe
- en Baza de date a genului Lepidoptera la Muzeul de istorie naturală